# Під'язикова артерія
Під'язикова артерія (лат. a. sublingualis) — це парна кровоносна судина, що відходить від язикової артерії.

## Топографія
Під'язикова артерія відгалужується від язикової артерії в ділянці переднього краю під'язиково-язикового м'язу (m. hyoglossus), проходить між підборідно-під'язиковим (m. genioglossus) та щелепно-подьязичним (m. mylohyoideus) м'язами та прямує до під'язикової залози. Артрерія кровопостачає під'язикову залози та м'язи, що розташовані поблизу залози, а також муцинозну мембрану роту та ясен. Одна з гілок під'язикової артерії проходить за альвеолярним відростком нижньої щелепи, таким чином створюючи анастомоз артерією протилежного боку. Також є анастомози з піднижньощелепною гілкою верхньощелепної артерії.